# Apsará

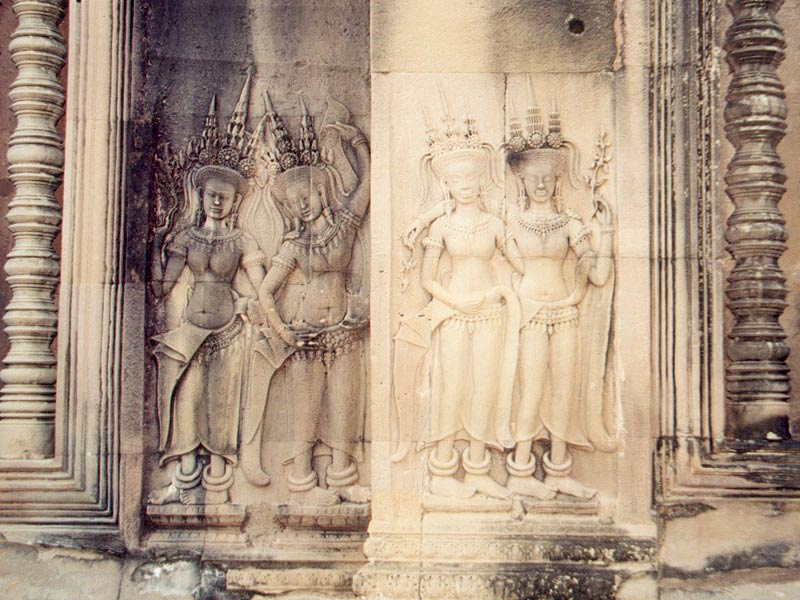
Estatua de una apsará en Angkor Wat (Camboya).

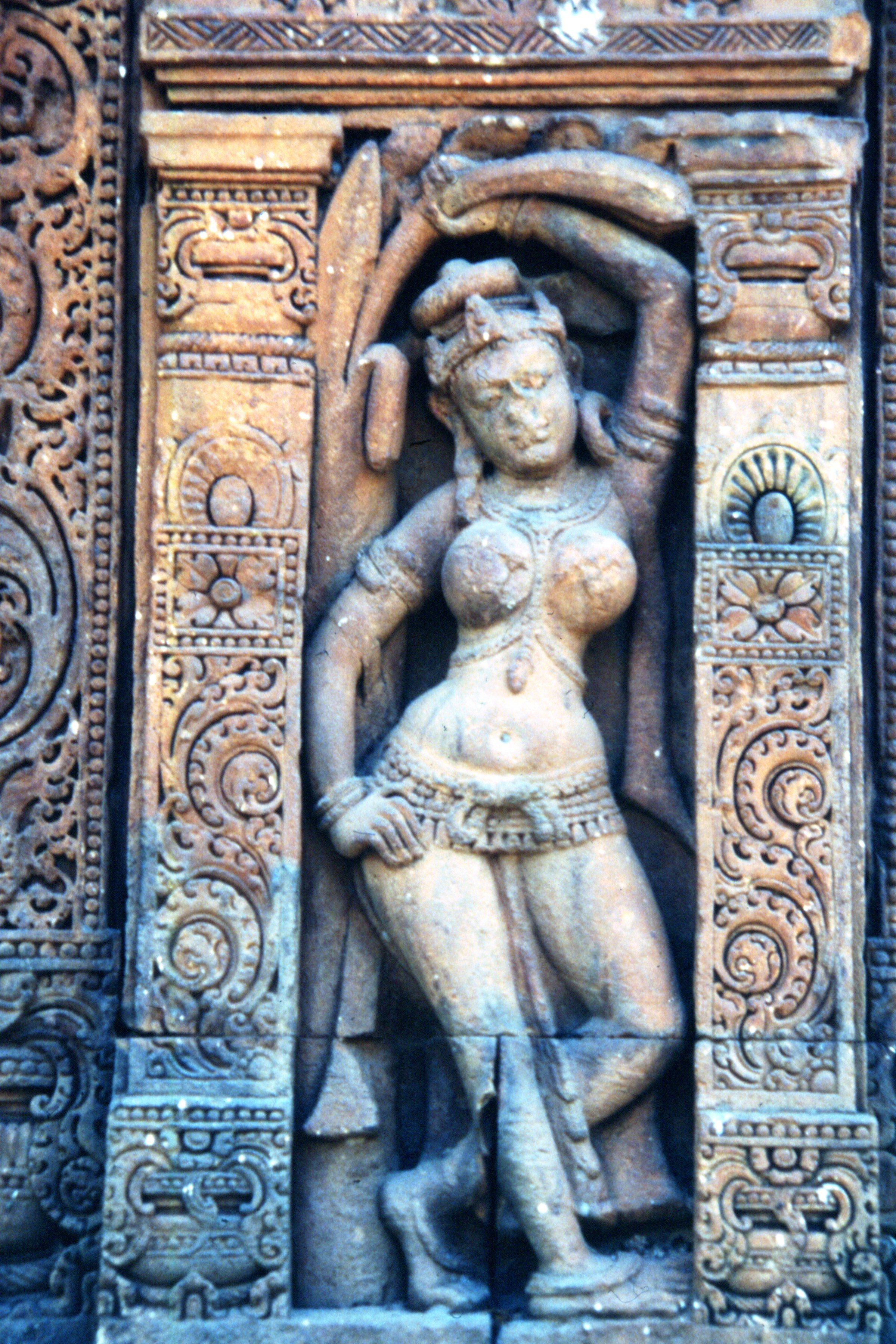
Escultura de un apsará sosteniéndose de una hoja de plátano en el templo de Baitala Deula

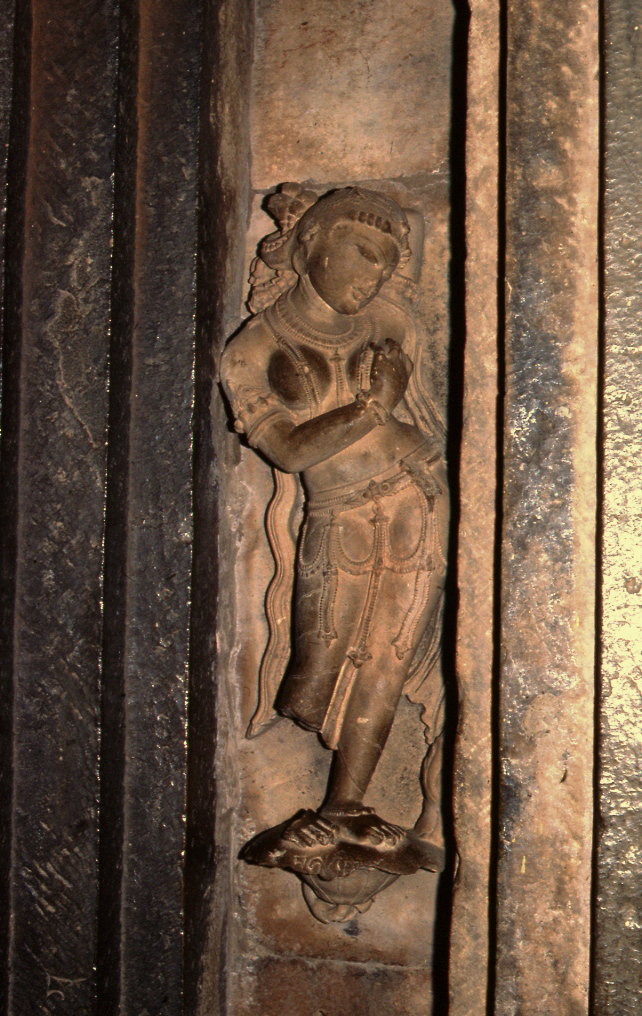
Estatua de una apsará en el templo Lakshmana, en Khajuraho (India).

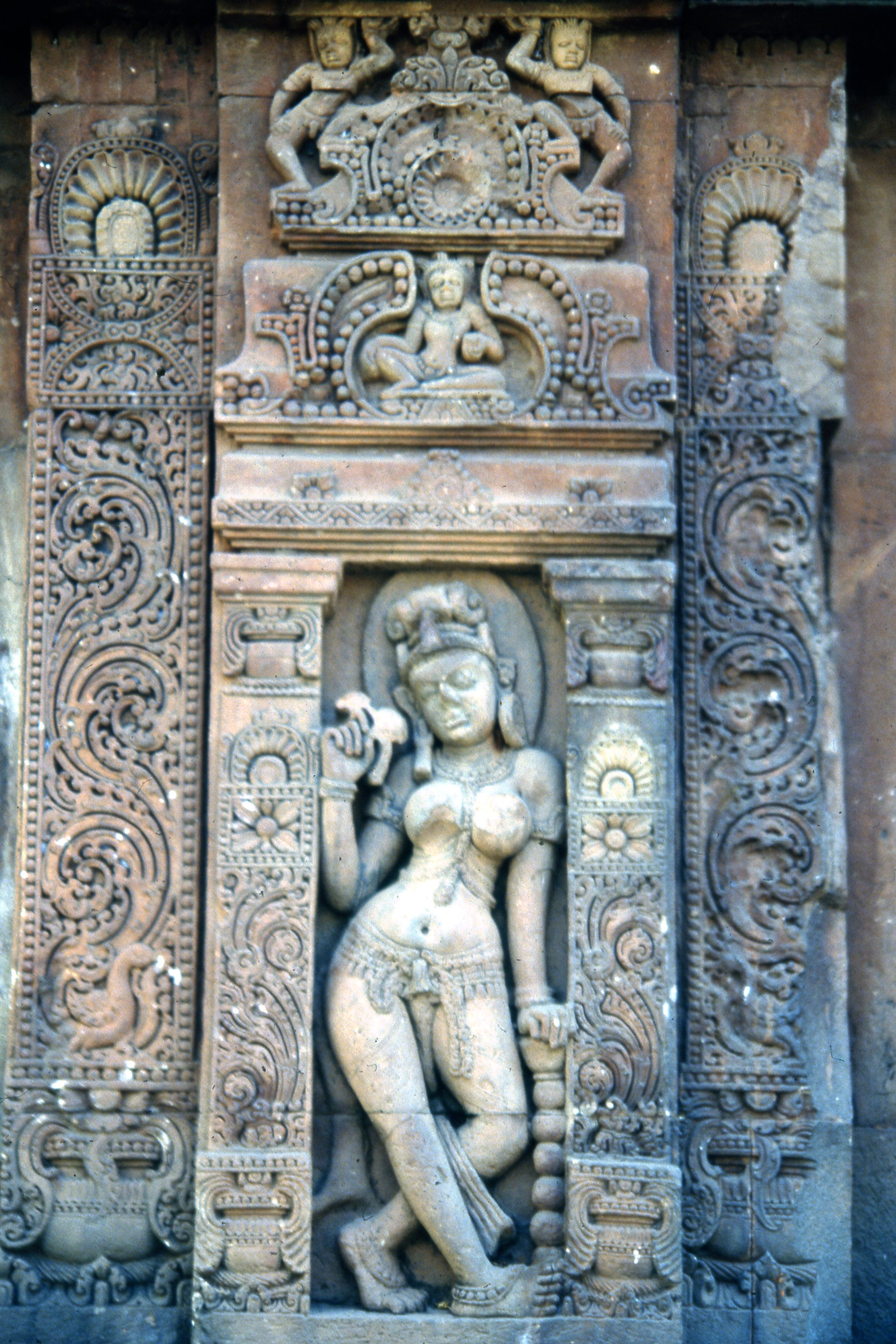
Escultura de un apsará en el templo de Vaital Deul

Las apsarás son un tipo de deidad caracterizadas como ninfas acuáticas de la mitología hindú. Se las representaba siempre en torno a elementos musicales, como danzarinas en la corte del semidiós Indra en su reino divino, Suargá, situado en el pico de la montaña sagrada Meru.
Indra fue un dios védico.  En la religión védica (la primera religión conocida de la India, previa al hinduismo) ellas estaban bajo el servicio del dios guerrero Indra, quién era la divinidad principal de los textos védicos (pero que luego fue desbancado de su puesto por las deidades de la Trimurti, siendo relegado a dios de la lluvia pero sobre todo, pero siendo aún el rey de los semidioses (dioses menores) en el universo hindú).
Bajo sus instrucciones, las apsarás estaban encargadas de seducir a mortales, reyes y sabios, a quienes Indra consideraba amenazantes por su poder. De este modo, si ellas conseguían su objetivo, lograrían disminuir el buen Karma de estos; para que así sea más difícil que ellos lleguen a lograr los suficientes méritos para que en una próxima reencarnación sobrepasaran a Indra.
La versión masculina de las apsarás eran los gandharvás, los guardianes de la música y las artes.

## Urvashí

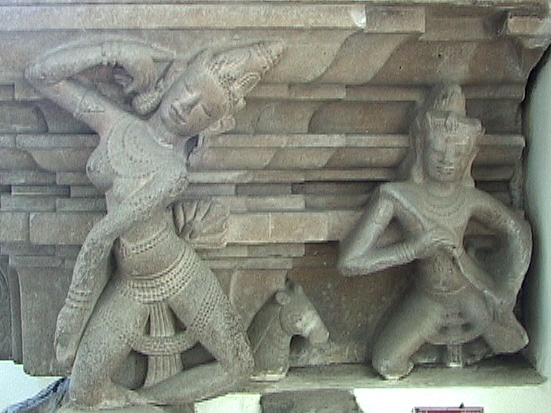
Pedestal de bailarina Apsara Gandharva, Tra Kieu.

La apsará más famosa es Urvashí, que se enamoró del mortal Pururavas. El indólogo alemán Max Müller, en su Mitología comparada, estableció la relación terminológica entre este mito de los textos Vedas y el mito griego de Orfeo y Eurídice, como la relación entre un mortal y un dios.
Pururavas era el legendario rey de Pratishthana, que se enamoró de Urvashí a primera vista. Ella correspondió a su amor, sin tratarse de una directriz de Indra, a condición de que nunca lo viera desnudo. Vivieron felices durante un tiempo, pero los gandharvás, que echaban de menos a su compañera y estaban celosos de su relación con el mortal, prepararon un plan para obligarla a volver a los bosques con ellos. Engañaron a Pururavas disfrazados de ladrones y le hicieron salir una noche a rescatar el cordero de Urvashí. Cuando Pururavas estuvo ante la apsará, en medio de la oscuridad, los gandharvás iluminaron su desnudez con el resplandor de un relámpago. Urvashí vio a Pururavas y huyó de él, que se quedó solo y desesperado, hasta que los dioses le mostraron el camino para transformarse él mismo en un gandharvá y así reunirse con Urvashí en el Suarga (el Paraíso de Indra).